# Flota de Mercenarios Libres Dendarii
En la serie de Miles Vorkosigan de Lois McMaster Bujold, los Mercenarios Libres Dendarii son una flota mercenaria fundada por Miles Vorkosigan durante la novela El aprendiz de guerrero.

## Comienzos
Los Dendarii se crean casi por accidente. Durante una visita a su abuela en la Colonia Beta, Miles actúa siguiendo un impulso y compra un anticuado carguero interestelar, y empleando a su piloto Arde Mayhew. Para cubrir los gastos, Miles acepta cubrir un encargo de envío de mercancías (en realidad armas de contrabando) al gobierno de Tau Verde IV, que se encuentra en mitad de una guerra civil. El otro bando en la guerra ha contratado una flota mercenaria, los Mercenarios de Oser, para bloquear el tráfico hacia el planeta. Por accidente, Miles induce al representante de Tau Verde a creer que él mismo lidera una fuerza mercenaria.
Miles se lleva la nave a Tau Verde y gracias a sus tácticas (y una considerable dosis de suerte), logra capturar una nave de Oser a pesar de su fuerza, claramente inferior, Miles consigue controlar a los oseranos convenciéndoles para que se anexionen a su flota mercenaria, los Dendarii (nombre que toma de una cordillera montañosa no muy lejos de su hogar en Barrayar). Finalmente Miles logra derrotar al Almirante Oser y convencerlo de que se una a los Dendarii, logrando que una existencia en principio falsa, se convierta en una verdadera flota mercenaria.

## Más adelante
Miles es convocado en Barrayar para responder contra los cargos de traición (ya que ningún Conde está autorizado por ley a poseer un cuerpo de mercenarios). Para limpiar su nombre, Miles convence al joven Emperador Gregor Vorbarra para que declare a los Dendarii una parte extraoficial de las fuerzas militares barrayaresas.
- Datos: Q5256655